# 방위세
방위세(防衛稅 / defense tax)는 대한민국에서 국토 방위에 필요한 재원을 마련하기 위해 한시적으로 거둬들였던 한시적 목적세이다. 이에 따라 1975년 7월 16일에 법률 제2768호로 공포되어 1990년 12월 31일에 폐지되었다.

## 배경
박정희 정부는 1970년대 이후 국제정세의 변화로 자주국방의 강화가 절실히 요구되면서 방위세 제도의 실시를 검토하게 되었다. 1975년 4월 30일 사이공 함락으로 북베트남이 무력통일을 이루었다는 소식에 방위세 도입이 급물살을 탔다. 그리하여 일반재정지출에서 30%가량 차지하는 국방비 압력을 줄여 경제개발의 위축을 피하면서 국방의 자립화에 필요한 재원을 확보한다는 목적하에 1975년 7월 ＜방위세법＞이 제정, 공포되어 실시되었다.
당초 1980년 12월 31일에 폐지하려고 했으나, 여전히 해소되지 않은 남북 간의 군사력 격차 등을 명분으로 그 시한을 연장하는 것이 불가피하다는 주장에 따라 5년 주기 2차에 걸쳐 연장되었고, 냉전의 종식으로 1990년 12월 31일부로 폐지되었다.

## 납세의무자
제2조 (납세의무자) ① 다음 각호의 1에 해당하는 자는 이 법의 규정에 의하여 방위세를 납부할 의무를 진다.
- 국세분: 소득세법, 법인세법, 상속증여세법, 특별소비세법, 관세법, 주세법, 전화세법 규정에 의한 납세의무자
- 지방세분: 균등할 주민세, 재산세 또는 종합토지세, 자동차세, 등록세, 마권세의 납세의무자

## 과세표준 및 비과세
부가세 형식으로 10% 내지 50% 비율로 적용되는 추가 징세였다. 수출용 원자재와 외자도입에 의한 면세의 경우에는 예외 대상이 되었으며, 고소득자와 사치성 소비행위에 대해서는 중과 조치되었다.

## 징수액 및 사용처
「방위세법」의 시행에 따른 방위세의 징수 규모는 1980년까지 누계 약 2조 6000억 원, 1990년까지 약 25조 8000억원에 달했다. 방위세가 전체 조세 가운데 점유한 비중은 1975년 3.8%, 1990년 18.0%가 되었으며, 방위세가 방위비 내에서 점한 비중은 1975년 14%, 1980년 37%, 1990년 59%에 이르렀다.
방위세액의 상당수는 1974년 국방부와 대통령비서실이 추진하기 시작한 군 장비 보강 및 현대화 사업, 일명‘율곡사업’의 재정원으로 사용되었고, 그 내역은 국내 방위산업체 생산 병기 및 장비의 구매 비용, 해외 병기의 수입 자금, 군 전략상 필요한 시설물의 설치비용, 국방과학연구소의 연구비용 등이었다.